# Tischtennisweltmeisterschaft 1929
Die 3. Tischtennisweltmeisterschaft fand vom 14. bis 21. Januar 1929 in Budapest (Ungarn) statt. Als Spielort stellte der Gewerkschaftsverband der ungarischen Eisenbahner die große Halle des Vasas-Palastes zur Verfügung, der sich in der Magdolna utca im Bezirk Józsefváros befand. Die Eröffnung des Wettbewerbs fand durch den Kultusminister Kunó Klebelsberg und den Oberbürgermeister von Budapest Ferenc Ripka statt.

## Übersicht
Erstmals nahmen Jugoslawien, Rumänien und Litauen an der Weltmeisterschaft teil. Einige Jugoslawen mussten aber ihr großes Leistungsdefizit erkennen und reisten vorzeitig ab. Erstmals wurden die Mannschaftskämpfe nach dem fünften Mannschaftspunkt beendet (in den Weltmeisterschaften zuvor wurden die restlichen Paarungen noch ausgespielt). Sehr überlegen spielte die ungarische Mannschaft, was das Gesamtergebnis von 45:5 Punkten und der glatte 5:0-Endspielsieg gegen Österreich bewies.
Im Herreneinzel stellten erstmals die Ungarn nicht den Weltmeister: Sieger wurde der Engländer Fred Perry. Bei den Damen gewann die Ungarin Mária Mednyánszky zum dritten Mal in Folge die Weltmeisterschaft. Erstmals tauchte der Name Victor Barna auf, der das Herrendoppel gewann.

## Abschneiden der Deutschen
Die deutsche Mannschaft verbesserte sich gegenüber der vorherigen WM um einen Platz und wurde Sechster, wobei Siege über Litauen, Jugoslawien und Rumänien gelangen. Die erste Goldmedaille für Deutschland holte das Damendoppel Erika Metzger / Mona Rüster, das im Halbfinale unerwartet gegen Mednyánszky / Sipos nach 0:2-Rückstand gewann.

## Wissenswertes
- Fred Perry ist besser bekannt als bester Tennisspieler Englands. Nach dieser WM konzentrierte er sich auf Tennis. Bereits im Sommer 1929 qualifizierte er sich für die Teilnahme am Wimbledon-Turnier. 1934, 1935 und 1936 gewann er die Endspiele in Wimbledon – Spötter folgern daraus, es sei dreimal schwieriger, Weltmeister im Tischtennis zu werden als Weltmeister im Tennis. Nach ihm konnte kein englischer Tennisspieler mehr Wimbledon gewinnen.
- Adrian Haydon war der Vater von Ann Haydon-Jones, die bei der TT-WM 1957 in drei Endspielen stand und verlor und die danach auf Tennis umstieg und später Wimbledon gewann. Teilnehmerin der WM war auch seine Ehefrau Marjorie Haydon, die gegen Marie Masáková ausschied.[1]
- Anna Sipos war die erste Frau, die mit Penholder-Schlägerhaltung spielte.
- Den Pokal für das Herreneinzel, die St. Bride Vase, spendete C.Corti Woodcock (Mitglied des Londoner  St. Bride Table Tennis Club)[2]

## Ergebnisse
Folgende Deutsche nahmen nur an den Individualwettbewerben teil:
- Damen: Ingeborg Carnatz, Erika Metzger, Mona Rüster

| Wettbewerb        | Rang | Sieger |
| ----------------- | ---- | --- |
| Mannschaft Herren | 1.   | Ungarn (Victor Barna, Sándor Glancz, Dr. Roland Jacobi, Zoltán Mechlovits, István Kelen, Miklós Szabados) |
| Mannschaft Herren | 2.   | Österreich (Erwin Kohn, Manfred Feher, Robert Thum, Paul Flußmann, Alfred Liebster)                       |
| Mannschaft Herren | 3.   | England (Frank Burls, Adrian Haydon, Charles Bull, Fred Perry, Frank Wilde)                               |
| Mannschaft Herren | 4.   | Lettland (Mordecai Finberg, Arnold Oschin, Rosenthal II, A. Stauer)                                       |
| Mannschaft Herren | 5.   | Tschechoslowakei (Josef Bergman, Mikuláš Fried, Bohumil Hájek, Antonín Maleček, Bedřich Nikodém)          |
| Mannschaft Herren | 6.   | Deutschland (Herbert Caro, Heribert Haensch, Hans-Georg Lindenstaedt, E.Mayer, Friedrich Wilhelm Starke)  |
| Mannschaft Herren | 6.   | Wales (Appleby, Herbert Geen, T. Hilborn, Cyril Mossford)                                                 |
| Mannschaft Herren | 6.   | Rumänien (C. Albert, Fogel, Janos Ponta, A. Steiner)                                                      |
| Mannschaft Herren | 9.   | Jugoslawien (Klauber, Milorad Konjovic, Geza Legenstein, Roth, Borivoj Stankovic)                         |
| Mannschaft Herren | 10.  | Litauen (Arturas Amonas, Isakas Lipsicas, Chone Siemnsas)                                                 |
| Mannschaft Damen  |      | entfällt                                                                                                  |
| Herren Einzel     | 1.   | Fred Perry – ENG                                                                                          |
| Herren Einzel     | 2.   | Miklós Szabados – HUN                                                                                     |
| Herren Einzel     | 3.   | Zoltán Mechlovits – HUN                                                                                   |
| Herren Einzel     | 3.   | Adrian Haydon – ENG                                                                                       |
| Damen Einzel      | 1.   | Mária Mednyánszky – HUN                                                                                   |
| Damen Einzel      | 2.   | Gertrude Wildam – AUT                                                                                     |
| Damen Einzel      | 3.   | Anna Sipos – HUN                                                                                          |
| Damen Einzel      | 3.   | Magda Gál – HUN                                                                                           |
| Herren Doppel     | 1.   | Victor Barna/Miklós Szabados – HUN                                                                        |
| Herren Doppel     | 2.   | László Bellák/Sándor Glancz – HUN                                                                         |
| Herren Doppel     | 3.   | Charles Bull/Fred Perry – ENG                                                                             |
| Herren Doppel     | 3.   | György Szegedi/István Reti – HUN                                                                          |
| Damen Doppel      | 1.   | Erika Metzger/Mona Rüster – GER                                                                           |
| Damen Doppel      | 2.   | Fanchette Flamm/Gertrude Wildam – AUT                                                                     |
| Damen Doppel      | 3.   | Mária Mednyánszky/Anna Sipos – HUN                                                                        |
| Damen Doppel      | 3.   | Ilona Zádor/Magda Gál – HUN                                                                               |
| Mixed             | 1.   | István Kelen/Anna Sipos – HUN                                                                             |
| Mixed             | 2.   | László Bellák/Magda Gál – HUN                                                                             |
| Mixed             | 3.   | Zoltán Mechlovits/Mária Mednyánszky – HUN                                                                 |
| Mixed             | 3.   | Alfred Liebster/Gertrude Wildam – AUT                                                                     |

## Medaillenspiegel
| Rang  | Land            | Gold | Silber | Bronze | Gesamt |
| ----- | --------------- | ---- | ------ | ------ | ------ |
| 1     | Ungarn          | 4    | 3      | 7      | 14     |
| 2     | England         | 1    | 0      | 3      | 4      |
| 3     | Deutsches Reich | 1    | 0      | 0      | 1      |
| 4     | Österreich      | 0    | 3      | 1      | 4      |
| Total | Total           | 6    | 6      | 11     | 23     |